# František Musil (poválečný politik)
František Musil byl český a československý politik Komunistické strany Československa, poválečný poslanec Ústavodárného Národního shromáždění a Národního shromáždění ČSR.

## Biografie
V roce 1946 se uvádí jako krejčovský dělník, bytem Kladno.
V parlamentních volbách v roce 1946 byl zvolen poslancem Ústavodárného Národního shromáždění za KSČ. V parlamentu setrval do konce funkčního období, tedy do voleb do Národního shromáždění roku 1948, v nichž byl zvolen do Národního shromáždění za KSČ ve volebním kraji Kladno. V parlamentu zasedal jen do října 1948, kdy rezignoval a jeho místo zaujala Helena Leflerová.